# Милорад Марјановић
Милорад Марјановић (Пожаревац, 20. новембар 1910. — Београд, 13. новембар 1991), познат као Миле, био је један од пионира џеза у Србији у периоду између два Светска рата, као члан или вођа првих београдских оркестара ове врсте музике. Главни инструмент му је била виолина. После Другог светског рата се бавио претежно акустиком, и то посебно електроакустиком и архитектонском акустиком.

## Рад као музичар
Отац Милорада, Богосав Марјановић, је погинуо као мајор Војске Краљевине Србије 1913. године у Другом балканском рату. Милорад Марјановић је почео да учи виолину у родном Пожаревцу, али се ипак одлучио за студије технике у немачком граду Карлсруеу . 
 Студије је наставио у Београду, где је постао члан састава Џоли бојс већ основаног 1929. године. Са овим ансамблом је био на турнејама по Румунији, Бугарској и Турској. После тога прелази у ансамбл САЏО (Студентски академски џез оркестар). Касније за потребе радија сам оснива и води мањи састав Мелоди бојс. Поред виолине, Миле је повремено у џез или плесним саставима свирао и бас и бубњеве. Пре Другог светског рата је једно време био члан и Београдске филхармоније.

## Послератна каријера
Милорад Марјановић је дипломирао 1948. године на Електротехничком одсеку Техничког факултета, данас Електротехнички факултет Универзитета у Београду. Цео радни век провео је као инжењер у Радио Београду, касније Радио-телевизији Београд. Свирао је само повремено, углавном на пригодним свечаностима. У Радио Београду се бавио претежно пројектовањем тонских студија и студијским снимањем звука. Упоредно је једно време предавао предмет акустика на Електротехничкој школи Никола Тесла у Београду. Као просторни акустичар, Миле је сарађивао на послератном реновирању концертне дворане Коларчевог народног универзитета. Такође је пројектовао акустичне особине дворане Београдске филхармоније пре њеног реновирања 2003. године. Објавио је рад о озвучењу у историјским музејима.